# Otto Nikodym
Otto Nikodym (polonès: Otton Marcin Nikodym)  (Zabolotiv, 13 d'agost de 1887 - Utica, 4 de maig de 1974) va ser un matemàtic polonès.

## Vida i Obra
El seu pare va morir en un tràgic accident quan ell només tenia un any i la seva mare poc després, així que va ser educat pels seus avis materns, ell d'origen italià i ella d'origen francés. L'avi era un arquitecte que durant un temps va ser director d'una fàbrica de tabac a Viena, però al voltant de 1897 la família es va instal·lar a Lviv, on Nikodym va cursar els estudis secundaris. Un cop acabats, va estar un curs (1906-07) estudiant filosofia, llatí i grec, abans d'ingressar a la universitat de Lviv per estudiar matemàtiques i física. Es va graduar el 1911, obtenint el dret de ser professor de secundària i es va traslladar a Cracòvia per donar classes a un institut.
El 1919 va ser un dels 16 matemàtics fundadors de la Societat Polonesa de Matemàtiques. Tot i que no tenia gaire interès per obtenir el doctorat (sempre es preguntava si això el faria més savi), va acabar llegint la tesi, a instàncies de Sierpiński, a la universitat de Varsòvia el 1925. A partir de 1924 i fins al 1930 va ser professor de la universitat Jagellònica de Cracòvia. El 1924 s'havia casat amb la també doctora en matemàtiques Stanisława Liliental i el curs 1926-27 va estar tots dos a París ampliant estudis.
El 1930 el matrimoni es va traslladar a Varsòvia, on va ser professor de la universitat fins al final de la Segona Guerra Mundial. Acabada la guerra, es van traslladar als Estats Units on va ser professor del Kenyon College i va continuar les seves recerques an diverses àrees de les matemàtiques, sobre tot en teoria de la mesura i equacions diferencials. El 1966, després de retirar-se, se'n van anar a viure a Utica (Nova York), on va morir el 1974. La seva dona, que també era artista, va dissenyar la seva tomba al santuari polonès a Pensilvània; ella, no tenint fills, va donar totes les seves possessions i va tornar a Polònia.
Els seus treballs científics més importants son tots ells de 1925: en ells desenvolupa conceptes fonamentals com el teorema de Radon-Nikodym o el conjunt de Nikodym.